# Bärenfleisch

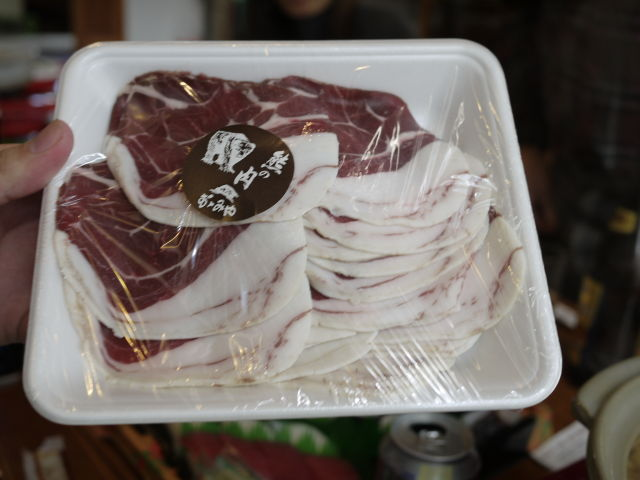
Bärenfleisch aus Japan

Bärenfleisch ist eine Art von Wildbret, das von jagdbaren Bären erhalten wird. Bären gehören zur weit verbreiteten Säugetierfamilie Ursidae mit verschiedenen Arten, darunter asiatische Schwarzbären (Selenarctos thibetanus), Eisbären (Ursus maritimus) und Grizzlybären (Ursus arcos). Sie werden hauptsächlich wegen des Bärenfells und des Bärenfleisches gejagt.

## Beschreibung

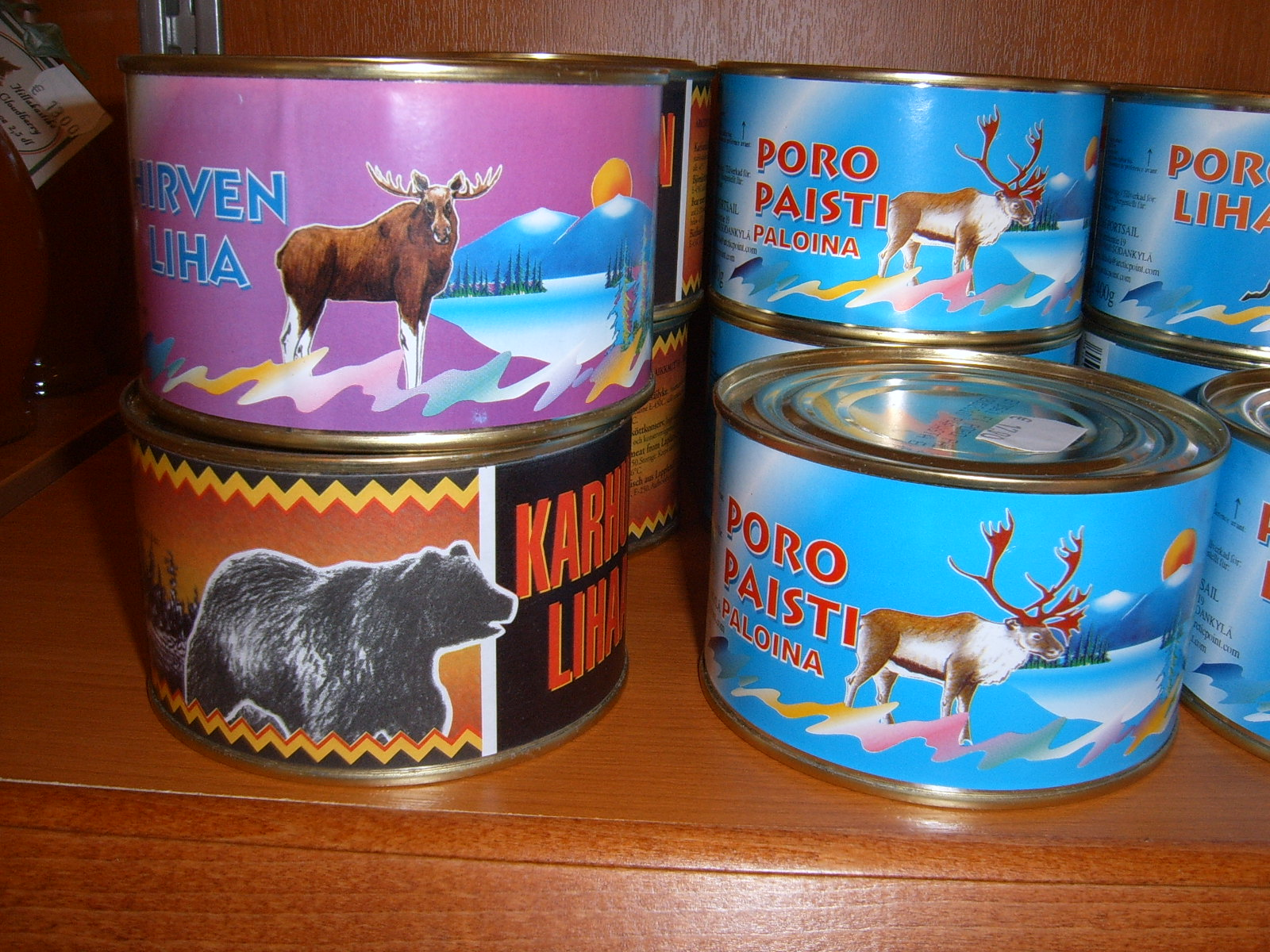
Bärenfleisch aus Finnland (Dose links unten)

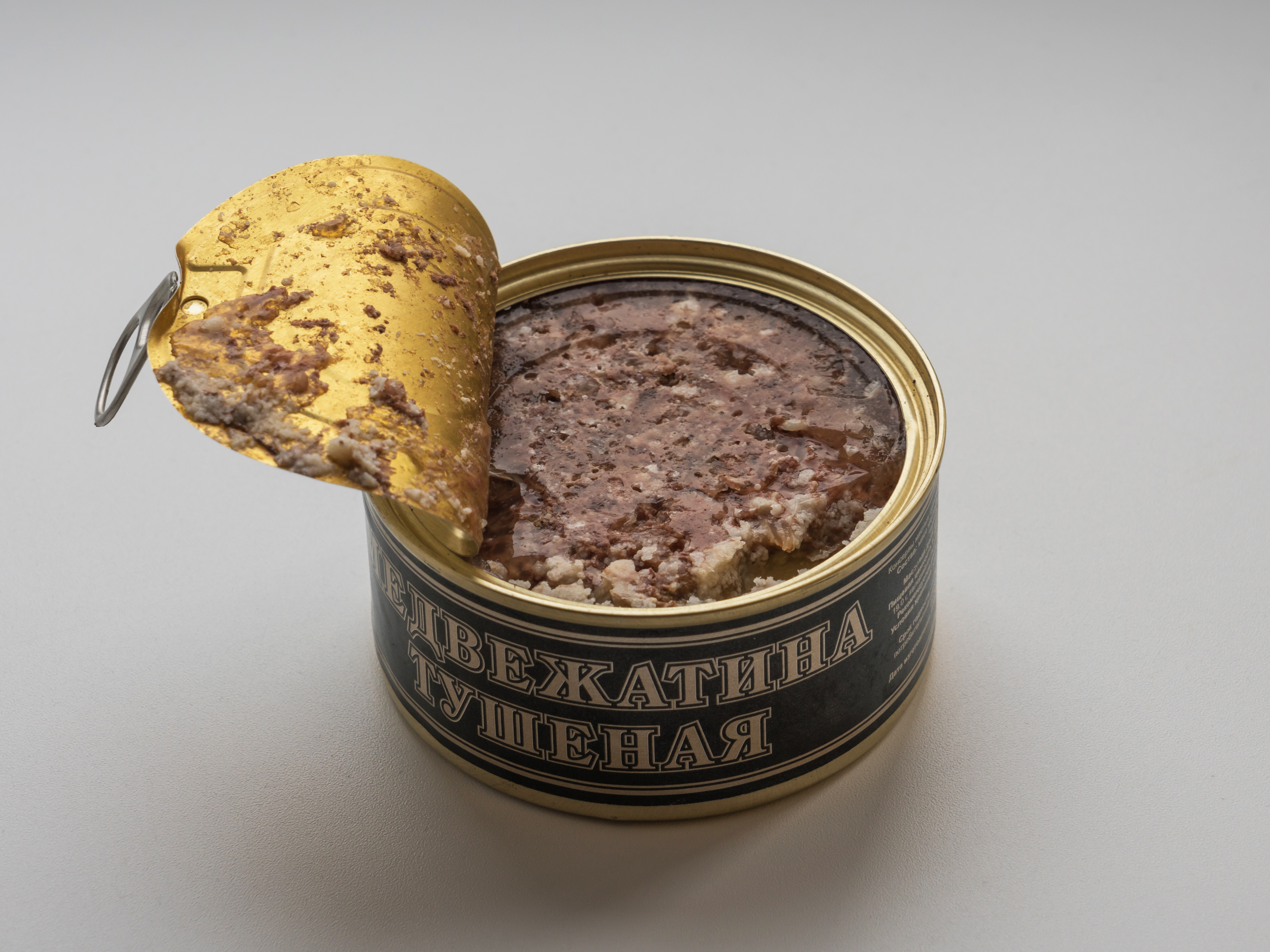
Eine Dose gekochtes Bärenfleisch

Die Schmackhaftigkeit des Bärenfleisches wird als gut bis sehr gut beschrieben, es sei denn, das Tier hat sich von Fisch ernährt. Kenner empfehlen, Bärenfleisch innerhalb einer Woche nach dem Töten einzufrieren, zu konservieren oder zu essen, da der Hautgout mit zunehmender Alterung intensiver wird. Charles Ranhofer (ehemals Küchenchef in Delmonicos Restaurant in New York) empfahl Bärensteaks mit dem Hinweis, dass „Bärenfleisch von jungen Tieren gegrillt werden kann und nach dem Kochen fast den gleichen Geschmack wie Rindfleisch hat“.
Bären sind Parasitenüberträger; ihr Fleisch sollte vor dem Verzehr immer durchgegart sein, um zu verhindern, sich mit Trichinose zu infizieren. Deswegen meiden viele Jäger das Bärenfleisch. Zu den begehrtesten Teilen gehören die Bärentatzen; in China zählen die „Handteller“ von Bären zu den „acht Kostbarkeiten“ der traditionellen Küche.
Auch in Europa galten Bärentatzen früher als Delikatesse. Zitat aus einem alten Kochrezept:

„Am meisten werden die Tatzen von den Feinschmeckern gesucht, doch muß man sich erst an den Anblick derselben gewöhnen, weil sie, ihrer Haare entledigt und zur Bereitung fertig gemacht, einem auffallend großen Menschenfuße in widerlicher Weise ähnlich sehen.“

## Verwendung
Bärenfleisch hat einen hohen Eiweiß- und Fettgehalt, vergleichbar mit Rindfleisch. Steaks vom Bären können wie Rindfleisch zubereitet werden, da das Fleisch aber zäh sein kann, empfiehlt es sich, es für ein paar Tage in Öl und Wein oder Essig zu marinieren. In einigen Ländern wie Thailand wird Wildbärenfleisch roh oder halbgar verzehrt und ist folglich eine Quelle für Trichinose.
In Alaska (mit schätzungsweise 30.000 Braunbären im ganzen Bundesstaat) findet in einigen Gebieten sowohl im Frühjahr als auch im Herbst die Bärenjagdsaison statt, in anderen Gebieten jedoch nur im Herbst. Im Frühjahr und Frühsommer wiegen die  Bären am wenigsten und setzen im Spätsommer und Herbst schnell Fett an. Zu diesem Zeitpunkt wiegen die meisten erwachsenen Männchen zwischen 180 und 410 kg, wobei extrem große Individuen bis zu 640 kg wiegen. Weibchen wiegen nur halb bis drei Viertel so viel. Bärenhäute werden von den Jägern geschätzt, aber das Fleisch eines Braunbären wird im Allgemeinen als ungenießbar angesehen, die Jäger essen es selten.
Das Fleisch der Eisbären ist ein traditionelles Lebensmittel der Inuit. Eisbärenfett wird mit getrocknetem Fleisch gegessen. Es wird auch verwendet, um Eisbärenfleisch in Eisbärenfett zu kochen. Eisbären sind das einzige Landtier, dessen Fleisch und Fett reich an Omega-3-Fettsäuren ist. Die Leber von Polarbären enthält gefährlich hohe Mengen an Vitamin A, was bei Verzehr Kopfschmerzen, Verwirrtheit, Übelkeit und Hautschuppungen verursachen kann. Auch in Kanada und Russland wird der Bär für Wildbret gejagt.
Vom Ursus thibetanus werden nahezu alle Teile weiterverwendet: Fleisch, Fett und Pfoten gehören schon lange zur traditionellen asiatischen Küche und Medizin, bei ihrem Verzehr verspricht man sich Kräftestärkung sowie Abwehrkräfte gegen Erkältungen und andere Krankheiten. In Singapur, Hongkong und Südkorea haben Speisen mit Bärentatzen ein Statussymbol erreicht, für das hunderte US-Dollar gezahlt werden.
Bärenfett (lateinisch axungia ursi) wurde früher wie andere tierische Fette auch zur Herstellung von Arzneimitteln verwendet.

## Geschichte

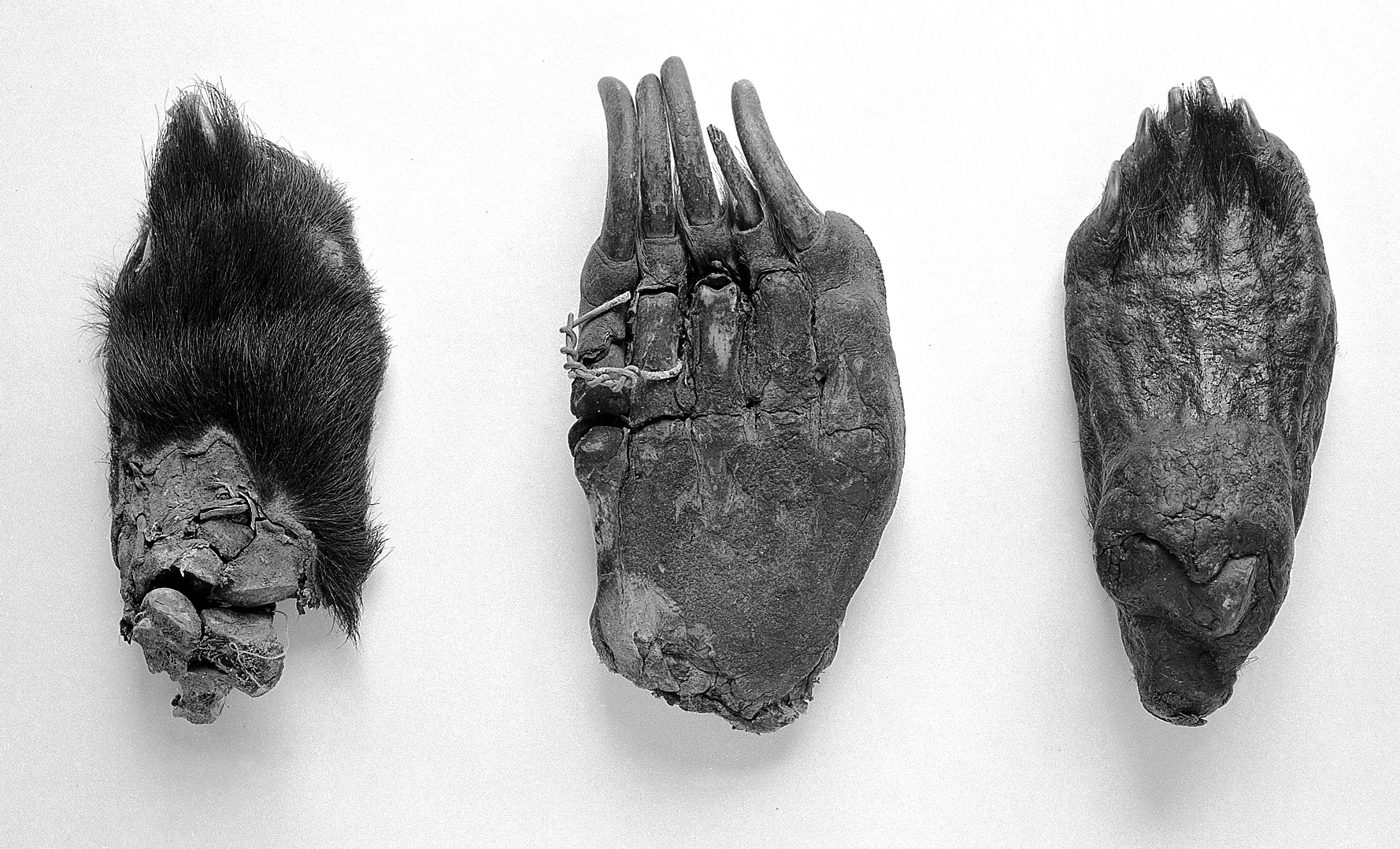
Bärentatzen, um 1912 auf einem Pekinger Markt gekauft, sie wurden in China verwendet, um Erkältungen abzuwehren.

Einst in Europa weitverbreitet, ist der Bär nun selbst in Bergregionen sehr selten geworden. Die Gallier dünsteten das Fleisch der Bären, und in Nordamerika wurde das Fett der Bären zum Kochen geschätzt. Zu Beginn des 19. Jahrhunderts brachten einige Pariser Gastronomen das Bärenfleisch wieder in Mode. Urbain Dubois bereitete Bärentatzen mit Speck, mariniert und geschmort, dann gegrillt und mit einer stark gewürzten Sauce serviert.
Im frühen kolonialen Amerika gab es große Populationen an Braun- und Schwarzbären (Ursus americanus), ihr Fleisch war vor allem in den östlichen Kolonien eine wichtige Nahrungsquelle. Obwohl Bärenfleisch einen strengen Geschmack hatte und oft faserig war, war für viele Amerikaner die Bärenkeule eine Delikatesse. Ausgelassenes Bärenfett wurde als Backfett verwendet, das Bärenöl wurde vielerorts in Hirschlederbeuteln aufbewahrt. Ein erwachsener Grizzly lieferte bis zu zehn Gallonen reines weißes Bärenöl. Bärenfleisch wurde auch konserviert. Das Fleisch eines Grizzlys konnte bis zu einem Jahr halten, wenn es zu Jerky oder Pemmikan verarbeitet wurde. Schwarzbärenfleisch wurde noch im frühen 19. Jahrhundert auf Märkten verkauft, verschwand dann jedoch weitgehend Mitte des Jahrhunderts. In amerikanischen Kochbüchern erschienen nur wenige Rezepte für Bärenfleisch, aber Bär blieb bis zum Ende des 19. Jahrhunderts ein besonderer Leckerbissen in den Restaurants.